# Dictyaster
Dictyaster is een geslacht van zeesterren uit de familie Echinasteridae.

## Soort
- Dictyaster xenophilus Wood-Mason & Alcock, 1891